# Eta Arietis
Eta Arietis (η Ari / 17 Arietis / HD 13555) es una estrella de magnitud aparente +5,24 situada en la constelación de Aries.
Se encuentra a 98 años luz del sistema solar.
Eta Arietis es una estrella de la secuencia principal de tipo espectral F5V con una temperatura efectiva de 6353 K.
Es 6 veces más luminosa que nuestro Sol y tiene un diámetro casi el doble del diámetro solar.
Su velocidad de rotación proyectada, 9 km/s, es unas 4 veces más rápida que la del Sol.
Posee una masa un 30% mayor que la masa solar y su edad se estima en unos 3000 millones de años.
Eta Arietis muestra una metalicidad, expresada en términos de abundancia relativa de hierro, netamente inferior a la del Sol; un estudio presenta un índice de metalicidad [Fe/H] = -0,24 y otro reduce este valor a [Fe/H] = -0,32, lo que supone un contenido relativo de hierro la mitad que el solar.
Este empobrecimiento se pone también de manifiesto para elementos como sodio, calcio y níquel, siendo menos acusado en el caso de magnesio y aluminio. Por su parte, la abundancia relativa de titanio es similar a la del Sol.